# ICC Women’s T20 World Cup Qualifier 2024
Der ICC Women’s T20 World Cup Qualifier 2024 war ein Cricket-Turnier für Frauen im WTwenty20-Format, dass als Qualifikationsturnier für den ICC Women’s T20 World Cup 2024 diente und vom 25. April bis zum 7. Mai 2024 in den Vereinigten Arabischen Emiraten ausgetragen wurde. Bei dem Turnier konnten sich Schottland und Sri Lanka für die Endrunde qualifizieren.

## Teilnehmer
Für den Wettbewerb qualifizierten sich insgesamt zehn Mannschaften. Die beiden letztplatzierten Mannschaften des ICC Women’s T20 World Cup 2023 qualifizierten sich direkt:
| - Irland - Sri Lanka |

Über weitere Qualifikationsturniere qualifizierten sich die folgenden acht Mannschaften:
| - Niederlande (Europa 2) - Schottland (Europa 1) - Simbabwe (Afrika 2) - Thailand (Asien 2) - Uganda (Afrika 1) - Vanuatu (Ostasien/Pazifik) - Ver. Arab. Emirate (Asien 1) - Vereinigte Staaten (Amerika) |

## Format
Die zehn Mannschaften wurden in zwei Gruppen mit jeweils fünf Teams eingeteilt, in der jede Mannschaft gegen jede andere ein Mal spielt. Für einen Sieg gibt es dabei zwei Punkte, für ein Unentschieden oder eine Absage einen Punkt und für eine Niederlage keinen. Die beiden bestplatzierten der Gruppe qualifizieren sich für das Halbfinale, deren Sieger das Finale bestreiten. Die Finalisten qualifizieren sich daraufhin für das Endturnier.

## Stadien
Die folgenden Stadien wurden für die Tour als Austragungsorte vorgesehen.
| Stadion                      | Stadt     | Kapazität | Spiele                                 |
| ---------------------------- | --------- | --------- | -------------------------------------- |
| Tolerance Oval               | Abu Dhabi | 05.000    | 10 Vorrundenspiele                     |
| Sheikh Zayed Cricket Stadium | Abu Dhabi | 20.000    | 10 Vorrundenspiele; Halbfinale; Finale |

## Kaderlisten
Die Mannschaften benannten die folgenden Kader.
| WTwenty20 | WTwenty20 | WTwenty20 | WTwenty20 | WTwenty20 |
| Irland | Niederlande | Schottland | Simbabwe | Sri Lanka |
| --- | --- | --- | --- | --- |
| - Laura Delany (K) - Ava Canning - Alana Dalzell - Georgina Dempsey - Amy Hunter - Arlene Kelly - Gaby Lewis - Louise Little - Joanna Loughran - Jane Maguire - Cara Murray - Leah Paul - Orla Prendergast - Eimear Richardson - Rebecca Stokell                                                                 | - Heather Siegers (K) - Merel Dekeling - Sterre Kalis - Sanya Khurana - Caroline de Lange - Hannah Landheer - Babette de Leede (wk) - Eva Lynch - Phebe Molkenboer - Frederique Overdijk - Robine Rijke - Silver Siegers - Carlijn van Koolwijk - Jolien van Vliet - Iris Zwilling | - Kathryn Bryce (K) - Chloe Abel - Sarah Bryce - Darcey Carter - Priyanaz Chatterji - Katherine Fraser - Saskia Horley - Lorna Jack (wk) - Ailsa Lister (wk) - Abtaha Maqsood - Megan McColl - Hannah Rainey - Nayma Sheikh - Rachel Slater - Ellen Watson (wk) | - Mary-Anne Musonda (K) - Francisca Chipare - Chiedza Dhururu (wk) - Lindokuhle Mabhero - Precious Marange - Sharne Mayers - Audrey Mazvishaya - Chipo Mugeri - Pellagia Mujaji - Modester Mupachikwa (wk) - Kelis Ndhlovu - Ashley Ndiraya - Josephine Nkomo - Nomvelo Sibanda - Loreen Tshuma | - Chamari Athapaththu (K) - Nilakshi de Silva - Kavisha Dilhari - Sashini Gimhani - Vishmi Gunaratne - Hansima Karunaratne - Kawya Kavindi - Achini Kulasuriya - Sugandika Kumari - Hasini Perera - Udeshika Prabodhani - Inoshi Priyadharshani - Inoka Ranaweera - Harshitha Samarawickrama - Anushka Sanjeewani (wk) |
| Thailand | Uganda | Vanuatu | Ver. Arab. Emirate | Vereinigte Staaten |
| - Naruemol Chaiwai (K) - Thipatcha Putthawong (VK) - Nattaya Boochatham - Nannaphat Chaihan - Natthakan Chantham - Sunida Chaturongrattana - Onnicha Kamchomphu - Rosenanee Kanoh - Suwanan Khiaoto (wk) - Suleeporn Laomi - Phannita Maya - Chayanisa Phengpaen - Chanida Sutthiruang - Aphisara Suwanchonrathi | - Janet Mbabazi (K) - Rita Musamali (VK) - Sarah Akiteng - Prosscovia Alako - Lorna Anyait - Evelyn Anyipo - Malisa Ariokot - Concy Aweko - Kevin Awino - Esther Iloku - Phiona Kulume - Stephani Nampiina - Immaculate Nakisuyi - Gloria Obukor - Sarah Walaza                    | - Selina Solman (K) - Rachel Andrew - Maiyllise Carlot - Alvina Chilia - Gillian Chilia - Leimauri Chilia - Lizzing Enoch - Natalia Kakor - Valenta Langiatu - Vicky Mansale - Nasimana Navaika - Rayline Ova - Susan Stephen - Mahina Tarimiala - Vanessa Vira | - Esha Oza (K, wk) - Samaira Dharnidharka - Kavisha Egodage - Siya Gokhale - Heena Hotchandhani - Al Maseera Jahangir - Lavanya Keny - Suraksha Kotte - Vaishnave Mahesh - Indhuja Nandakumar - Avanee Patil - Rinitha Rajith - Theertha Satish (wk) - Khushi Sharma - Mehak Thakur             | - Sindhu Sriharsha (K) - Anika Kolan (VK, wk) - Jivana Aras - Gargi Bhogle - Aditiba Chudasama - Disha Dhingra - Pooja Ganesh - Saanvi Immadi - Geetika Kodali - Pooja Shah - Ritu Singh - Sai Tanmayi Eyyunni - Suhani Thadani - Isani Vaghela - Jessica Willathgamuwa                                                |

## Aufwärmspiele
| 21. April Scorecard | Abu Dhabi (TO) | Thailand 106-7 (20)                      | – | Ver. Arab. Emirate 107-2 (14.3) |
|                     |                | Ver. Arab. Emirate gewinnt mit 8 Wickets |   |                                 |

| 21. April Scorecard | Abu Dhabi (MO) | Irland 98 (17.5)                 | – | Schottland 100-2 (16.1) |
|                     |                | Schottland gewinnt mit 8 Wickets |   |                         |

| 21. April Scorecard | Abu Dhabi (TO) | Sri Lanka 182-4 (20)          | – | Niederlande 120-9 (20) |
|                     |                | Sri Lanka gewinnt mit 63 Runs |   |                        |

| 21. April Scorecard | Abu Dhabi (MO) | Uganda 119-6 (20)          | – | Vanuatu 84-4 (20) |
|                     |                | Uganda gewinnt mit 35 Runs |   |                   |

| 21. April Scorecard | Abu Dhabi (TO) | Vereinigte Staaten 124-4 (20)  | – | Simbabwe 125-4 (19) |
|                     |                | Simbabwe gewinnt mit 6 Wickets |   |                     |

| 23. April Scorecard | Abu Dhabi (TO) | Schottland 197-4 (20)          | – | Simbabwe 165-0 (20) |
|                     |                | Schottland gewinnt mit 32 Runs |   |                     |

| 23. April Scorecard | Abu Dhabi (MO) | Niederlande 115-7 (20) / 10/0 (1)                 | – | Thailand 115 (20) / 9/0 (1) |
|                     |                | Unentschieden (Niederlande gewinnt im Super Over) |   |                             |

| 23. April Scorecard | Abu Dhabi (TO) | Vanuatu 58 (17)                 | – | Sri Lanka 59-1 (8.2) |
|                     |                | Sri Lanka gewinnt mit 9 Wickets |   |                      |

| 23. April Scorecard | Abu Dhabi (MO) | Vereinigte Staaten 119-9 (20) | – | Irland 120-6 (15.2) |
|                     |                | Irland gewinnt mit 4 Wickets  |   |                     |

| 23. April Scorecard | Abu Dhabi (TO) | Uganda 69-9 (20)                         | – | Ver. Arab. Emirate 71-1 (13.3) |
|                     |                | Ver. Arab. Emirate gewinnt mit 9 Wickets |   |                                |

## Vorrunde

### Gruppe A
Tabelle
| Gruppe A           | Sp. | S | N | NR | P | NRR    |
| ------------------ | --- | - | - | -- | - | ------ |
| Sri Lanka          | 4   | 4 | 0 | 0  | 8 | +2.778 |
| Schottland         | 4   | 3 | 1 | 0  | 6 | +1.473 |
| Thailand           | 4   | 2 | 2 | 0  | 4 | +0.161 |
| Uganda             | 4   | 1 | 3 | 0  | 2 | –2.856 |
| Vereinigte Staaten | 4   | 0 | 4 | 0  | 0 | –1.813 |

Spiele
| 25. April Scorecard | Abu Dhabi (TO) | Sri Lanka 122-5 (20)          | – | Thailand 55 (16.2) |
|                     |                | Sri Lanka gewinnt mit 67 Runs |   |                    |

Sri Lanka gewann den Münzwurf und entschied sich als Schlagmannschaft zu beginnen. Als Spielerin des Spiels wurde Inoshi Priyadharshani ausgezeichnet.
| 25. April Scorecard | Abu Dhabi (TO) | Schottland 161-3 (20)           | – | Uganda 52 (12.2) |
|                     |                | Schottland gewinnt mit 109 Runs |   |                  |

Uganda gewann den Münzwurf und entschied sich als Feldmannschaft zu beginnen. Als Spielerin des Spiels wurde Rachel Slater ausgezeichnet.
| 27. April Scorecard | Abu Dhabi (SZS) | Vereinigte Staaten 110-5 (20) | – | Uganda 114-2 (18.2) |
|                     |                 | Uganda gewinnt mit 8 Wickets  |   |                     |

Die Vereinigten Staaten gewannen den Münzwurf und entschieden sich als Schlagmannschaft zu beginnen. Als Spielerin des Spiels wurde Immaculate Nakisuuyi ausgezeichnet.
| 27. April Scorecard | Abu Dhabi (SZS) | Schottland 94 (18.1)             | – | Sri Lanka 95-0 (10.1) |
|                     |                 | Sri Lanka gewinnt mit 10 Wickets |   |                       |

Sri Lanka gewann den Münzwurf und entschied sich als Feldmannschaft zu beginnen. Als Spielerin des Spiels wurde Kavisha Dilhari ausgezeichnet.
| 29. April Scorecard | Abu Dhabi (TO) | Schottland 149-6 (20)          | – | Vereinigte Staaten 105-8 (20) |
|                     |                | Schottland gewinnt mit 44 Runs |   |                               |

Die Vereinigten Staaten gewannen den Münzwurf und entschieden sich als Feldmannschaft zu beginnen. Als Spielerin des Spiels wurde Kathryn Bryce ausgezeichnet.
| 29. April Scorecard | Abu Dhabi (TO) | Uganda 62 (17.4)               | – | Thailand 64-1 (11.3) |
|                     |                | Thailand gewinnt mit 9 Wickets |   |                      |

Thailand gewann den Münzwurf und entschied sich als Feldmannschaft zu beginnen. Als Spielerin des Spiels wurde Natthakan Chantham ausgezeichnet.
| 1. Mai Scorecard | Abu Dhabi (SZS) | Sri Lanka 154-4 (20)          | – | Uganda 87 (19.2) |
|                  |                 | Sri Lanka gewinnt mit 67 Runs |   |                  |

Sri Lanka gewann den Münzwurf und entschied sich als Schlagmannschaft zu beginnen. Als Spielerin des Spiels wurde Vishmi Gunaratne ausgezeichnet.
| 1. Mai Scorecard | Abu Dhabi (SZS) | Vereinigte Staaten 54 (17.5)   | – | Thailand 56-1 (9.2) |
|                  |                 | Thailand gewinnt mit 9 Wickets |   |                     |

Thailand gewann den Münzwurf und entschied sich als Feldmannschaft zu beginnen. Als Spielerin des Spiels wurde Thipatcha Putthawong ausgezeichnet.
| 3. Mai Scorecard | Abu Dhabi (TO) | Thailand 99-5 (20)               | – | Schottland 100-4 (17.5) |
|                  |                | Schottland gewinnt mit 6 Wickets |   |                         |

Thailand gewann den Münzwurf und entschied sich als Schlagmannschaft zu beginnen. Als Spielerin des Spiels wurde Kathryn Bryce ausgezeichnet.
| 3. Mai Scorecard | Abu Dhabi (TO) | Sri Lanka 123-4 (20)          | – | Vereinigte Staaten 105-6 (20) |
|                  |                | Sri Lanka gewinnt mit 18 Runs |   |                               |

Sri Lanka gewann den Münzwurf und entschied sich als Schlagmannschaft zu beginnen. Als Spielerin des Spiels wurde Chamari Athapaththu ausgezeichnet.

### Gruppe B
Tabelle
| Gruppe B           | Sp. | S | N | NR | P | NRR    |
| ------------------ | --- | - | - | -- | - | ------ |
| Irland             | 4   | 4 | 0 | 0  | 8 | +2.462 |
| Ver. Arab. Emirate | 4   | 2 | 2 | 0  | 4 | +0.976 |
| Niederlande        | 4   | 2 | 2 | 0  | 4 | +0.111 |
| Simbabwe           | 4   | 1 | 3 | 0  | 2 | –0.844 |
| Vanuatu            | 4   | 1 | 3 | 0  | 2 | –2.537 |

Spiele
| 25. April Scorecard | Abu Dhabi (SZS) | Ver. Arab. Emirate 105-9 (20) | – | Irland 106-4 (16.1) |
|                     |                 | Irland gewinnt mit 6 Wickets  |   |                     |

Irland gewann den Münzwurf und entschied sich als Feldmannschaft zu beginnen. Als Spielerin des Spiels wurde Eimear Richardson ausgezeichnet.
| 25. April Scorecard | Abu Dhabi (SZS) | Simbabwe 61 (13.3)            | – | Vanuatu 62-4 (16.3) |
|                     |                 | Vanuatu gewinnt mit 6 Wickets |   |                     |

Simbabwe gewann den Münzwurf und entschied sich als Schlagmannschaft zu beginnen. Als Spielerin des Spiels wurde Nasimana Navaika ausgezeichnet.
| 27. April Scorecard | Abu Dhabi (TO) | Niederlande 154-6 (20)           | – | Vanuatu 54 (19.5) |
|                     |                | Niederlande gewinnt mit 100 Runs |   |                   |

Die Niederlande gewannen den Münzwurf und entschieden sich als Schlagmannschaft zu beginnen. Als Spielerin des Spiels wurde Sterre Kalis ausgezeichnet.
| 27. April Scorecard | Abu Dhabi (TO) | Ver. Arab. Emirate 105-9 (20)  | – | Simbabwe 106-2 (15.3) |
|                     |                | Simbabwe gewinnt mit 8 Wickets |   |                       |

Die Vereinigten Arabischen Emirate gewannen den Münzwurf und entschieden sich als Schlagmannschaft zu beginnen. Als Spielerin des Spiels wurde Josephine Nkomo ausgezeichnet.
| 29. April Scorecard | Abu Dhabi (SZS) | Irland 176-3 (20)          | – | Simbabwe 120-8 (20) |
|                     |                 | Irland gewinnt mit 56 Runs |   |                     |

Simbabwe gewann den Münzwurf und entschied sich als Feldmannschaft zu beginnen. Als Spielerin des Spiels wurde Amy Hunter ausgezeichnet.
| 29. April Scorecard | Abu Dhabi (SZS) | Niederlande 101-9 (20)                              | – | Ver. Arab. Emirate 104-0 (11.5) |
|                     |                 | Vereinigte Arabische Emirate gewinnt mit 10 Wickets |   |                                 |

Die Niederlande gewannen den Münzwurf und entschieden sich als Schlagmannschaft zu beginnen. Als Spielerin des Spiels wurde Esha Oza ausgezeichnet.
| 1. Mai Scorecard | Abu Dhabi (TO) | Niederlande 135-6 (20)          | – | Simbabwe 121-4 (20) |
|                  |                | Niederlande gewinnt mit 14 Runs |   |                     |

Die Niederlande gewannen den Münzwurf und entschieden sich als Schlagmannschaft zu beginnen. Als Spielerin des Spiels wurde Babette de Leede ausgezeichnet.
| 1. Mai Scorecard | Abu Dhabi (TO) | Vanuatu 88-9 (20)            | – | Irland 89-1 (12.3) |
|                  |                | Irland gewinnt mit 9 Wickets |   |                    |

Irland gewann den Münzwurf und entschied sich als Feldmannschaft zu beginnen. Als Spielerin des Spiels wurde Eimear Richardson ausgezeichnet.
| 3. Mai Scorecard | Abu Dhabi (SZS) | Ver. Arab. Emirate 133-7 (20)                    | – | Vanuatu 63-8 (20) |
|                  |                 | Vereinigte Arabische Emirate gewinnt mit 70 Runs |   |                   |

Vanuatu gewann den Münzwurf und entschied sich als Feldmannschaft zu beginnen. Als Spielerin des Spiels wurde Samaira Dharnidharka ausgezeichnet.
| 3. Mai Scorecard | Abu Dhabi (SZS) | Irland 144-4 (20) | – | Niederlande 90 (17.3) |
|                  |                 |                   |   |                       |

Irland gewann den Münzwurf und entschied sich als Schlagmannschaft zu beginnen. Als Spielerin des Spiels wurde Laura Delany ausgezeichnet.

## Halbfinale
| 5. Mai Scorecard | Abu Dhabi (SZS) | Irland 110-9 (20)                | – | Schottland 112-2 (16.2) |
|                  |                 | Schottland gewinnt mit 8 Wickets |   |                         |

Irland gewann den Münzwurf und entschied sich als Schlagmannschaft zu beginnen. Als Spielerin des Spiels wurde Kathryn Bryce ausgezeichnet.
| 5. Mai Scorecard | Abu Dhabi (SZS) | Sri Lanka 149-6 (20)          | – | Ver. Arab. Emirate 134-7 (20) |
|                  |                 | Sri Lanka gewinnt mit 15 Runs |   |                               |

Die Vereinigten Arabischen Emirate gewannen den Münzwurf und entschieden sich als Feldmannschaft zu beginnen. Als Spielerin des Spiels wurde Esha Oza ausgezeichnet.

## Finale
| 7. Mai Scorecard | Abu Dhabi (SZS) | Sri Lanka 169-5 (20)          | – | Schottland 101-7 (20) |
|                  |                 | Sri Lanka gewinnt mit 68 Runs |   |                       |

Schottland gewann den Münzwurf und entschied sich als Feldmannschaft zu beginnen. Als Spielerin des Spiels wurde Chamari Athapaththu ausgezeichnet.